# Mostaganem
Mostaganem (Kurzform Mosta; arabisch مستغانم Mustaghanam, DMG Mustaġānam, tamazight ⵎⵓⵙⵜⵖⴰⵏⴻⵎ Mustɣanem) ist eine Stadt im Norden Algeriens mit etwa 125.000 Einwohnern.

## Geografie

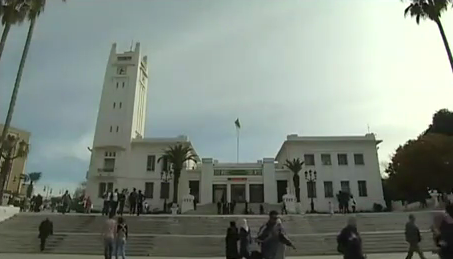
Rathaus von Mostaganem

Die Hafenstadt liegt an der Mittelmeerküste Algeriens nahe Oran. Der längste Fluss Algeriens, der Cheliff, mündet in der Nähe der Stadt ins Mittelmeer.
Sie ist die Hauptstadt der Provinz Mostaganem und unterhält eine eigene Universität, die eine Kooperation mit der Ruhr-Universität Bochum pflegt.

## Geschichte
Die Stadt wurde im 11. Jahrhundert von den Almoraviden gegründet. Der Dichter und Krieger Sidi Lakhdar Ben Khlouf (ca. 1479 bis ca. 1585) verbrachte hier einen Teil seines Lebens. Mostaganem widerstand Angriffen durch Spanien, so im Jahr 1558. Die Abu al-Hassan-Moschee wurde errichtet. In osmanischer Zeit war die Stadt Teil der Provinz Beylik des Westens.
Der Bey Ibrahim versuchte sein Amt zu retten, indem er mit der französischen Besatzung kollaborierte. Als Abd el-Kader in der Region Mostaganem von 1830 bis 1840 der französischen Eroberung standhielt, setzte Frankreich Ibrahim deshalb 1833 als Statthalter ein. Die Bevölkerung indes floh ins Umland.
Die französischen Dichter Joseph-Pierre Borel d’Hauterive und Ausone de Chancel lebten in Mostaganem. 1896 hatte die Stadt 17.353 Einwohner, davon waren 9838 Muslime und 235 Juden. Zudem lebten 4371 Franzosen und 2909 weitere Europäer in der Stadt. Diese weiteren Europäer waren mehrheitlich Spanier.
Von 1954 bis 1962 währte der Algerienkrieg. Bis zum Kriegsende und der Unabhängigkeit gehörte die Stadt zum 1956 neu eingeteilten französischen Verwaltungsgebiet Wilaya 4.

## Verkehr
Am 18. Februar 2023 ist die Straßenbahn Mostaganem eröffnet worden. Das Netz umfasst zwei Linien, 14 Kilometer Streckenlänge und 23 Haltestellen. Der Fuhrpark besteht aus 25 siebenteiligen Alstom Citadis.

## Persönlichkeiten
- Henri Queyrat (1907–1986), französischer Nazi-Kollaborateur und SS-Mann[7]
- Célestin Oliver (1930–2011), französischer Fußballnationalspieler
- Jean-Jacques Hublin (* 1953), französischer Paläoanthropologe
- Jean Fernandez (* 1954), französischer Fußballspieler und -trainer
- Kamel Daoud (* 1970), algerischer Schriftsteller
- Abderrahmane Kaki (1934–1995), algerischer Schauspieler und Dramaturg
- Khaled Kelkal (1971–1995), islamistischer Terrorist
- Ishak Belfodil (* 1992), algerisch-französischer Fußballspieler